# Adem Salihaj
Adem Salihaj (ur. 25 grudnia 1950 w Duraju) – kosowski polityk i dziennikarz, wicepremier Kosowa w latach 2004–2006, tymczasowy premier Kosowa w roku 2005.

## Życiorys
Pochodzi z rodziny tradycyjnie walczącej z Serbami. Ukończył studia z literatury i filologii albańskiej na Uniwersytecie w Prisztinie. Pracował w gazecie Nowy Świat, a następnie w innych redakcjach. W czasach komunizmu był trzykrotnie skazywany i spędził w więzieniu łącznie około 12 lat. Wniesiono przeciw niemu oskarżenie w dwu innych sprawach, w których nie został skazany. Działał również na rzecz niepodległości Kosowa oraz przeciw korupcji. W roku 2000 przeprowadzono nieudany zamach na jego życie.
Należał do partii Demokratyczna Liga Kosowa, w której wchodził w skład zarządu i pełnił inne kierownicze funkcje. Pozostawał bliskim współpracownikiem prezydenta Ibrahima Rugovy. Kilkukrotnie wybierany do parlamentu. W 2004 roku objął funkcję wicepremiera w rządzie Ramusha Haradinaja. W marcu 2005 roku Haradinaj podał się do dymisji po oskarżeniu o zbrodnie wojenne, a Salihaj tymczasowo przejął jego obowiązki. Zachował stanowisko wicepremiera w rządzie Bajrama Kosumiego. Usunięty z partii i rządu w marcu 2006 roku, został założycielem Demokratycznej Ligi Dardanii. W 2008 roku uczestniczył w podpisaniu deklaracji niepodległości Kosowa.